# Alexandru C. Cuza
Alexandru Constantin Cuza (även känd som A. C. Cuza), född 8 november 1857 i Iași, Furstendömet Moldova, död 3 november 1947 i Sibiu, Kungariket Rumänien var en rumänsk professor, politiker och politisk teoretiker på den yttre högerkanten. Cuza var bland annat influerad av den franske rasteoretikern Arthur de Gobineau.

## Biografi
Cuza utbildade sig gymnasialt i sin hemstad Iași samt i Dresden. Därefter studerade han vid Université de Paris, Humboldtuniversitetet i Berlin samt vid Université Libre de Bruxelles (Bryssels fria universitet) och tog doktorsgrader i statsvetenskap och ekonomi år 1881 samt i juridik år 1882. Väl hemma i Rumänien igen associerade sig Cuza med den socialistiska rörelsen kring Constantin Mille och det litterära sällskapet Junimea. Han anslöt senare till Konservativa partiet (Partidul Conservator) men blev inte långvarig där på grund sina antisemitiska åsikter.
Cuza blev professor vid Universitetet i Iași 1901 och blev senare politiskt allierad med Alexandru Dimitrie Xenopol, som han bildade Förbundet mot alkoholism (Liga contra alcoolismului) med, samt med Nicolae Iorga, som han bildade Nationaldemokratiska partiet (Partidul Naționalist-Democrat) med 1910. Han kom senare i förbund med Alexandru Averescu och hans Folkparti (Partidul Poporului), ursprungligen kallat Folkförbundet (Liga Poporului).
1923 bildade Cuza Nationalkristna försvarsförbundet (Liga Apărării Național Creștine) med hjälp av en ung Corneliu Zelea Codreanu. Codreanu skulle senare gå vidare och bilda Järngardet 1927.

Emblem för Cuzas och Octavian Gogas nationalkristna parti.

Tricolour with a swastika - the flag standard of the Cuza's "National Christian Party"

1935 slog Cuza samman Nationalkristna försvarsförbundet med Octavian Gogas Nationella bondepartiet (Partidul Național Agrar) vilket skapade Nationalkristna partiet (Partidul Național Creștin), ett radikalt högerparti med starkt auktoritära och antisemitiska drag. Det rumänska valet 1937, efter ingripande av kung Carol II, förde Nationalkristna partiet till regeringsmakten. Goga blev ministerpresident medan Cuza själv tog sig an rollen som statsminister (79 år gammal). Regeringen blev dock kortvarig och i februari 1938 avsatte Carol II den politiska ledningen och tog istället själv över makten.